# Daniel Siebert
Daniel Siebert (Berlín Oeste, Alemania - 4 de mayo de 1984) es un árbitro de fútbol alemán internacional desde el 2015 y arbitra en la Bundesliga de Alemania.

## Biografía
Es miembro del FC Nordost Berlin. Científico deportivo, fue nominado para la temporada 2012/13 por primera vez como árbitro de la Bundesliga.
Árbitro desde 1998, fue nombrado árbitro de la Federación Alemana de Fútbol en 2007. A partir de 2009 dirigió los juegos de la Segunda División. Su primer encuentro en la nivel superior de Fútbol de Alemania fue el encuentro entre el FC Schalke 04 y el F. C. Augsburgo el 1 de septiembre de 2012. Distribuyó tres tarjetas amarillas.
Siebert fue anunciado en 2015 como reemplazo de Wolfgang Stark como árbitro FIFA. Esto convirtió a Siebert en el más joven de los diez árbitros alemanes de la FIFA.
Hizo su debut internacional el 29 de mayo de 2015, en un partido del Campeonato de Europa Sub-19 de la UEFA entre Portugal y Turquía. El primer internacional A bajo su liderazgo fue el partido entre Luxemburgo y Moldavia el 9 de junio de 2015. En la fase de grupos de la Liga de Campeones de la UEFA hizo su debut el 24 de octubre de 2018 en la victoria 4-0 del Liverpool contra el Estrella Roja de Belgrado

## Carrera

### Torneos de selecciones
Ha arbitrado en los siguientes torneos de selecciones nacionales:
- Campeonato Europeo de la UEFA Sub-19
- Eurocopa Sub-21
- Liga de las Naciones de la UEFA
- Copa Mundial de Fútbol Sub-20 en el 2019 en Polonia[5]
- Copa Mundial de Fútbol de 2022

### Torneos de clubes
Ha arbitrado en los siguientes torneos de internacionales de clubes:
- Liga de Campeones de la UEFA
- Liga Europea de la UEFA
- Liga Juvenil de la UEFA